# Bayerisches Staatsministerium für Familie, Arbeit und Soziales
Das Bayerische Staatsministerium für Familie, Arbeit und Soziales (StMAS) ist ein Ministerium des Freistaates Bayern mit Sitz in München. Bis 2013 trug es den Namen Bayerisches Staatsministerium für Arbeit und Sozialordnung, Familie und Frauen (StMAS). Danach hieß es bis März 2018 Staatsministerium für Arbeit und Soziales, Familie und Integration.

## Aufgaben und Zuständigkeiten
Das Aufgabenspektrum des Ministeriums ist vielfältig. Im Vordergrund stehen die sozialpolitischen Probleme und die Erarbeitung konkreter Lösungsvorschläge. Dies beinhaltet Aufgaben in der Familienpolitik, der Arbeitsmarktpolitik, der Frauenpolitik, der Kinderbetreuung der Teilhabe von Menschen mit Behinderung sowie der Politik für Senioren und Aussiedler.

## Leitung
- Staatsministerin ist seit dem 23. Februar 2022 Ulrike Scharf, MdL (CSU).
- Amtschef ist seit 2019 Ministerialdirektor Markus Gruber.
- Weiterer Ministerialdirektor ist seit 2022 Christian Schoppik.

## Auszeichnungen, durch das Ministerium verliehen

### Bayerische Staatsmedaille für besondere soziale Verdienste
Das Ministerium verleiht seit 1970 auf Vorschlag die Bayerische Staatsmedaille für besondere soziale Verdienste (bislang 1.059 Bürger).

## Behörde im Geschäftsbereich
- Akademie der Sozialverwaltung
- Landesarbeitsgericht München (nachgeordnet Augsburg, Kempten, München, Passau, Regensburg, Rosenheim)[2]
- Landesarbeitsgericht Nürnberg (nachgeordnet Bamberg, Bayreuth, Nürnberg, Weiden, Würzburg)[3]
- Bayerisches Landessozialgericht (München und Schweinfurt)[4]
- 7 Sozialgerichte in Bayern (Augsburg, Bayreuth, Landshut, München, Nürnberg, Regensburg, Würzburg)[5]
- Haus des Deutschen Ostens[6]
- Staatsinstitut für Familienforschung an der Universität Bamberg[7]
- Staatsinstitut für Frühpädagogik und Medienkompetenz[8]
- Zentrum für Medienkompetenz in der Frühpädagogik
- Zentrum Bayern, Familie und Soziales[9]

## Staatssekretäre seit 1945
- 1945–1947: Heinrich Krehle
- 1947–1950: Andreas Grieser
- 1950–1954: Heinrich Krehle
- 1954–1957: Karl Weishäupl
- 1957–1962: Paul Strenkert
- 1962–1964: Hans Schütz
- 1964–1966: Fritz Pirkl
- 1966–1970: Karl Hillermeier
- 1970–1972: Reinhold Vöth
- 1972–1978: Wilhelm Vorndran
- 1978–1984: Heinz Rosenbauer
- 1984–1987: Gebhard Glück
- 1987–1994: Barbara Stamm
- 1994–1998: Gerhard Merkl
- 1998–1999: Joachim Herrmann
- 1999–2003: Georg Schmid
- 2003–2007: Jürgen W. Heike
- 2007–2008: Melanie Huml
- 2008–2013: Markus Sackmann
- 2015–2018: Johannes Hintersberger
- 2018: Carolina Trautner

## Amtschefs seit 1945
- 1945–1946: August Dünschede
- 1946–1950: Richard Oechsle
- 1950–1954: Wahrnehmung der Aufgaben durch Staatssekretär Henrich Krehle
- 1955–1960: Franz Netzsch
- 1960–1970: Ludwig Gillitzer
- 1970–1979: Hans Schmatz
- 1980–1982: Hans Stöer
- 1982–1986: Walter Spaeth
- 1986–1994: Helmut Vaitl
- 1994–2001: Alfred Müller
- 2001–2014: Friedrich Seitz
- 2014–2019: Michael Höhenberger
- seit 2019: Markus Gruber

## Weitere Ministerialdirektoren seit 1945
- 2014–2019: Markus Gruber
- seit 2022: Christian Schoppik